# Bullet Treatment
Bullet Treatment est un groupe américain de punk hardcore, originaire de Los Angeles, en Californie.

## Histoire
La plupart de leurs albums sont sortis sur Basement Records. Ils ont également été publiés par Fat Wreck Chords et Think Fast! Le groupe est formé par le guitariste Chuck Dietrich et a compté plus de 30 membres au cours de sa longue histoire, dont Tim McIlrath de Rise Against, Matt Caughthran de The Bronx, et Dave Hildago Jr. de Social Distortion. Leurs chansons Grindstone, Spread My Legs, A Reason for Violence, Hand In Hand, Pointless Conversation, et Not Afraid of the World ont été diffusées dans l'émission Nitro Circus sur MTV.
La chanson The Escapist de l'EP Ex-Breathers a été diffusée dans l'épisode 11 de la saison 3 de l'émission Ridiculousness de MTV.
Dans sa critique de l'album The Mistake, PunkNews décrit Bullet Treatment comme suit : « Prenez l'intensité téméraire de Black Flag, la vitesse effrénée de Minor Threat et les structures musicales brillantes des débuts des Adolescents. Mettez le tout dans une marmite, mettez le feu à cette merde et laissez-la exploser dans un flamboiement de gloire. Le résultat final serait The Mistake d'un groupe peu connu appelé Bullet Treatment. »

## Discographie
- 2002 : Split w/ Riotgun (Basement Records)
- 2003 : Furious World (Basement Records)
- 2004 : What More Do You Want (Basement Records)
- 2004 : Split w/ Shellshock (Puke N’ Vomit)
- 2004 : Split w/ The Nipples (Basement Records)
- 2005 : The Bigger, the Better (Basement Records)
- 2006 : Dead are Walking (Basement Records)
- 2006 : The Mistake (Basement / Think Fast Records)
- 2008 : Split w/ It’s Casual (Basement Records)
- 2009 : Designated - Vol.1 (Fat Wreck Chords)
- 2009 : What Else Could You Want? (Basement Records)
- 2012 : Designated - Vol. 2 (Think Fast Records)
- 2013 : Ex-Breathers (Basement Records)
- 2014 : What More Do You Want? (réédition) (Basement Records)
- 2015 : Retrospective (Basement Records)
- 2016 : Bloodshot Chapter 1 (Basement Records)